# Aeródromo Luis Estrada Ycaza
El Aeródromo Luis Estrada Ycaza, bautizado en honor al pionero guayaquileño de la aviación Luis Estrada Ycaza —hijo del político y empresario Víctor Emilio Estrada (1891-1954) y su mujer, Isabel Ycaza (1890-1954), hermano del político y arqueólogo Emilio Estrada Ycaza (1916-1961) y el historiador y empresario Julio Estrada Ycaza (1917-1993)—, también denominado Aeródromo General Villamil, en honor del político y militar José de Villamil (1788-1866), de la isla Isabela está ubicado a 2,5 km del centro de Puerto Villamil. Este aeropuerto es el menos transitado del archipiélago de las Galápagos; recibe un promedio de seis vuelos interislas al día. 
Su pista es de asfalto con orientación 17/35 mide 1500 metros de largo por 30 metros de ancho. Dispone de una autobomba T-1500, servicio AFIS para comunicaciones con las aeronaves y una radioayuda NDB.

## Destinos y aerolíneas
| Destinos                 | Aeropuertos                 | Aerolíneas                       |
| ------------------------ | --------------------------- | -------------------------------- |
| Baltra, Galápagos        | Aeropuerto Seymour          | Emetebe Taxi Aéreo Fly Galápagos |
| San Cristóbal, Galápagos | Aeropuerto de San Cristóbal | Emetebe Taxi Aéreo Fly Galápagos |

## Estadísticas
| Pasajeros nacionales | Pasajeros nacionales |
| -------------------- | -------------------- |
| 2016                 | 4.368                |
| 2017                 | 5.864                |
| 2018                 | 6.134                |
| 2019                 | 6.727                |
| 2020                 | 1.906                |
| 2021                 | 3.032                |
| 2022                 | 5.518                |
| 2023                 | 17.905               |

| # | Ciudad y provincia       | Pasajeros |
| - | ------------------------ | --------- |
| 1 | San Cristóbal, Galápagos | 9547      |
| 2 | Baltra, Galápagos        | 8358      |